# Кастровальва (Доктор Кто)
Кастровальва (англ. Castrovalva) — первая серия девятнадцатого сезона британского научно-фантастического телесериала «Доктор Кто», состоящая из четырёх эпизодов, которые были показаны в период с 4 по 12 января 1982 года. В этой серии состоялся дебют Питера Дэвисона в роли Пятого Доктора.

## Сюжет
После событий серии «Логополис» Доктор ещё слишком слаб, чтобы противостоять Мастеру, и Адрик, Нисса и Тиган заносят его в ТАРДИС. Однако Доктор неудачно регенерировал, и была повреждена нервная система, поэтому он удаляется в «Нулевую комнату», чтобы регенерировать окончательно.
В это время Нисса и Тиган находят справочник по пилотированию ТАРДИС и берут управление корабля в свои руки. Впоследствии они находят, что ТАРДИС движется слишком быстро, и что она попала в ловушку Мастера, и летит прямо в момент Большого Взрыва. Также они нигде не могут найти Адрика, который находится в плену у Мастера. Тиган и Нисса привозят Доктора из «Нулевой комнаты» на коляске для инвалидов в консольную комнату. Он отбрасывает четверть массы ТАРДИС и таким образом уходит из ловушки Мастера. Тиган находит в базе данных планету Кастровальва — идеальное место для только что регенерировавших Повелителей Времени с повреждённой психикой. Она отправляет ТАРДИС именно туда. Спутницы находят двери от «Нулевой комнаты», выброшенной вместе с четвертью массы ТАРДИС, и сооружают из них Доктору что-то вроде гроба, в котором они несут его в город Кастровальвы. Впоследствии они обнаруживают, что Доктор незаметно покинул своё транспортное средство, как их окружают воины. Они приводят спутниц в город, где те обнаруживают Доктора, за которым ухаживает Шардован — библиотекарь.
Когда Доктор, Нисса и Тиган решают, что пора покинуть Кастровальву, они оказываются пойманы в ещё одну ловушку Мастера — петлю в пространстве. Когда Доктор говорит об этом жителям, они считают, что тот нездоров, и приводят его к лекарю Портриву, который оказывается Мастером. Он показывает им Адрика, пойманного в сеть в его ТАРДИС как муха, однако Шардовану и Доктору удается освободить Адрика и разрушить ловушку. Понимая, что план провалился, Мастер убегает в своей ТАРДИС, замаскированной под камин. Но он не успевает улететь, как петля снова появляется и он оказывается заперт в городе в своей же ловушке. Доктор и его спутники улетают.

## Трансляция
| Эпизод            | Дата показа    | Продолжительность | Телезрители (в миллионах) |
| ----------------- | -------------- | ----------------- | ------------------------- |
| «Часть 1»         | 4 января 1982  | 24:14             | 9.1                       |
| «Часть 2»         | 5 января 1982  | 24:13             | 8.6                       |
| «Часть 3»         | 11 января 1982 | 23:35             | 10.2                      |
| «Часть 4»         | 12 января 1982 | 24:12             | 10.4                      |
| [ 1 ] [ 2 ] [ 3 ] |                |                   |                           |

## Интересные факты
- Данная серия вместе с предыдущими («Хранитель Тракена» и «Логополис») выделяется в трилогию о возвращении Мастера.
- Для сокрытия появления Мастера в серии в качестве актера, исполняющего роль Портрива, был указан Нил Тоинэй (анаграмма "Тони Эйнли").
- В этой серии впервые в сериале в титрах роль Доктора была указана как "Доктор", а не "Доктор Кто".
- Для этой серии впервые был опробован формат выпуска по два эпизода в неделю